# إيفان ثورنتون
إيفان ثورنتون (بالإنجليزية: Yvonne Thornton)‏ (21 نوفمبر 1947، نيويورك في الولايات المتحدة)؛جَرّاحة وروائية أمريكية.